# رادهابینود پال
رادهابینود پال (انگلیسی: Radhabinod Pal; ۲۷ ژانویهٔ ۱۸۸۶ – ۱۰ ژانویهٔ ۱۹۶۷) قاضی، و استاد دانشگاه اهل بنگلادش بود.